# Nuku Hiva

Localização de Nuku Hiva nas Ilhas Marquesas.

Nuku Hiva, por vezes escrito Nukahiva, ou Nukuhiva é a maior das Ilhas Marquesas na Polinésia Francesa, um território ultramarino da França no Oceano Pacífico. A sua área é de 339 km² (28 km no eixo leste-oeste e 20 km segundo o eixo norte-sul) e tem 2789 habitantes.

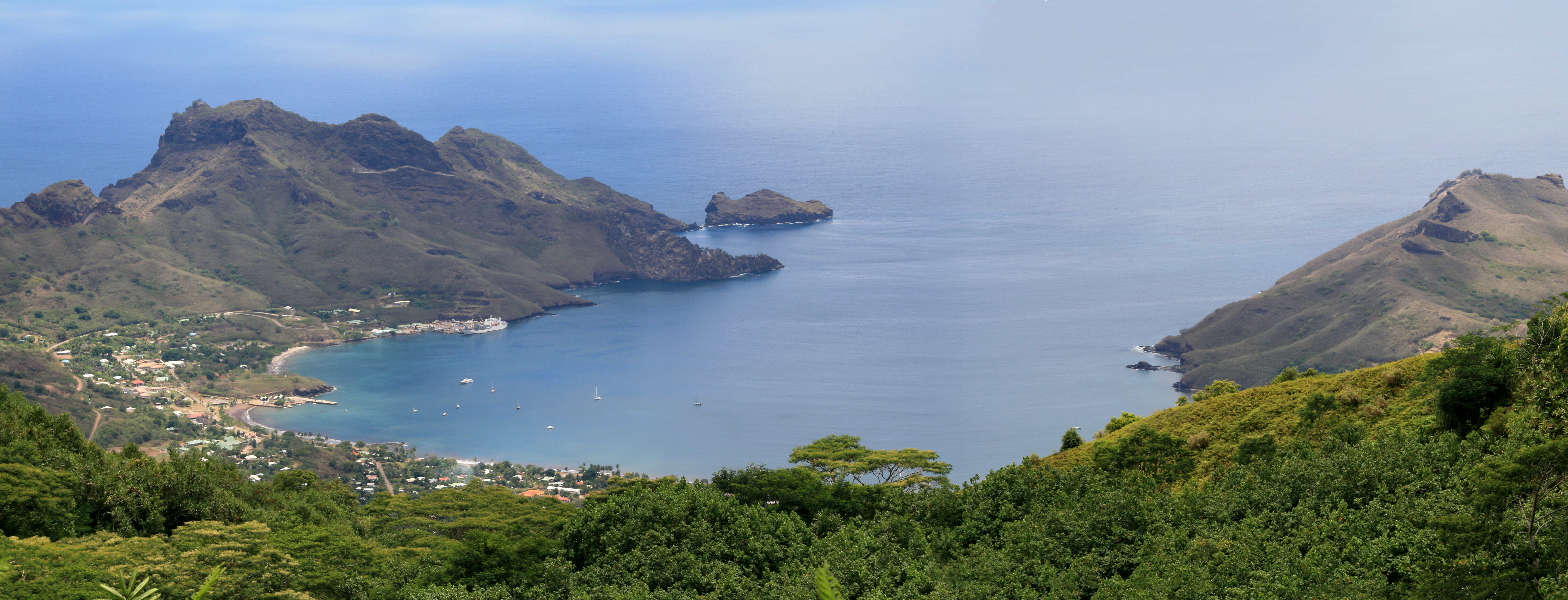
Nuku Hiva - Baía de Taiohae.